# Рајценхајн (Таунус)
Рајценхајн (њем. Reitzenhain) општина је у њемачкој савезној држави Рајна-Палатинат. Једно је од 137 општинских средишта округа Рајн-Лан. Према процјени из 2010. у општини је живјело 345 становника. Посједује регионалну шифру (AGS) 7141115.

## Географски и демографски подаци
Рајценхајн се налази у савезној држави Рајна-Палатинат у округу Рајн-Лан. Општина се налази на надморској висини од 300 метара. Површина општине износи 5,7 km². У самом мјесту је, према процјени из 2010. године, живјело 345 становника. Просјечна густина становништва износи 61 становника/km².